# 山室武甫
山室 武甫（やまむろ ぶほ、1902年 - 1982年）は救世軍士官。救世軍士官学校教官を務め、賛美歌作家としても活躍した。救世軍日本軍国での日本人初の司令官山室軍平の長男。

## 生涯
山室軍平と山室機恵子の長男として、東京築地の救世軍婦人救済所で生まれる。東京府立一中（日比谷高校）、同志社大学、早稲田大学に学び、東京神学社を経て、ロンドンの救世軍万国士官学校を卒業した。帰国後、救世軍日本本営編集部および青年部に務め、救世軍士官学校教官になった。後に、作家の阿部光子と結婚する。『山室軍平全集』『ジョージ・フォックス伝』の編纂に携わり、著書、訳書、編書など40数種がある。1943年に歌人の窪田空穂の門弟になり、「樫の木々」同人になった。1982年に死去する。
賛美歌作家としては、『救世軍軍歌』の編集をした。山室が創作した賛美歌は『青年賛美歌』などの数種類の聖歌集に収められている。
「武甫」という珍しい名前は、救世軍初代大将ウィリアム・ブースとクエーカーの始祖ジョージ・フォックスに因んで軍平がつけたもの。